# Internet Explorer 9
Internet Explorer 9 – przeglądarka firmy Microsoft, następca przeglądarki Internet Explorer 8. Udostępniona publicznie 14 marca 2011 o 21:00 (PDT). Jest pierwszą wersją, która nie wspiera systemu operacyjnego Windows XP.

## Historia wydań
| Legenda:       | Legenda:        | Legenda:                | Legenda:        | Legenda:        |
| -------------- | --------------- | ----------------------- | --------------- | --------------- |
| starsze wersje | aktualna wersja | aktualna wersja testowa | przyszłe wersje | wydanie testowe |

| Główna wersja | Szczegółowa wersja | Data wydania         | Uwagi | Dostarczany z |
| ------------- | ------------------ | -------------------- | --- | ------------- |
| Wersja 9      | nieznana           | 18 listopada 2009    | Zaprezentowana na konferenscji PDC. Przeglądarka szybciej przetwarza JavaScript, oraz wykonuje test Acid3 na 32/100 punktów. Program obsługuje border-radius w CSS3. Internet Explorer 9 będzie wykorzystywał GPU za pomocą DirectX, do akceleracji wyświetlania stron. |               |
| Wersja 9      | 1.9.7745.6019      | 16 marca 2010        | W teście Acid3 osiąga wynik 55/100 punktów, nowy silnik JavaScript Chakra. Microsoft udostępnił wersję Platform Preview przeznaczoną dla systemów Windows Vista oraz Windows 7. |               |
| Wersja 9      | 1.9.7766.6000      | 5 maja 2010          | W teście Acid3 osiąga wynik 68/100 punktów (o 13 pkt więcej niż w poprzedniej wersji) oraz w teście SunSpider Internet Explorer 9 okazał się lepszy od Firefoksa 3.6/3.7 i w ten sposób dogonił Safari i Google Chrome w wersji 4.1. Poprawnie przechodzi test CSS3 Selectors Test z wynikiem 578/578 |               |
| Wersja 9      | 1.9.7874.6000      | 23 czerwca 2010      | W teście Acid3 osiąga wynik 83/100 punktów. Obsługa HTML5 Canvas oraz czcionek WOFF. Wprowadzono tag <video>. |               |
| Wersja 9      | 1.9.7916.6000      | 4 sierpnia 2010      | W teście Acid3 osiąga wynik 95/100 punktów. Pełna sprzętowa akceleracja HTML5, nowa implementacja silnika JavaScript. |               |
| Wersja 9      | 9.0.7930.16406     | 15 września 2010     | Pierwsza publiczna wersja beta. |               |
| Wersja 9      | 1.9.8006.6000      | 28 października 2010 | Poprawa ponad 80 błędów, szczególnie z często używanymi frameworkami, JavaScript, DOM i inne. Wsparcie dla dodatkowych, mniej popularnych standardów, w których tworzone są witryny. W teście Acid3 nadal osiąga wynik 95/100 punktów. |               |
| Wersja 9      | 1.9.8023.6000      | 18 listopada 2010    | Głównie udoskonalono silnik JavaScript i, według testów przeprowadzonych przez Microsoft, IE9 posiada obecnie najszybszy spośród najpopularniejszych na rynku przeglądarek silnik JavaScript. |               |
| Wersja 9      | 9.0.8080.16413     | 10 lutego 2011       | Wersja RC (Release Candidate). Zawiera m.in. Tracking Protection (zapobiega śledzeniu historii odwiedzanych stron przez inne witryny internetowe), filtr kontrolek ActiveX (mechanizm blokujący potencjalnie niebezpieczne dodatki), ochronę danych lokalizacyjnych (opcję powodującą, że IE nie pozwoli odwiedzanym stronom na pozyskanie fizycznej lokalizacji) oraz zmiany w interfejsie i udoskonalony menadżer pobierania. |               |
| Wersja 9      | 9.0.8112.16421     | 14 marca 2011        | Wersja RTM. Dystrybucja przez Windows Update rozpoczęła się 21 marca. |               |